# 阿尔梅迪哈尔
阿尔梅迪哈尔，是西班牙瓦伦西亚自治区卡斯特利翁省的一个市镇。总面积21平方公里，总人口270人（2001年），人口密度13人/平方公里。